# Kilmainham

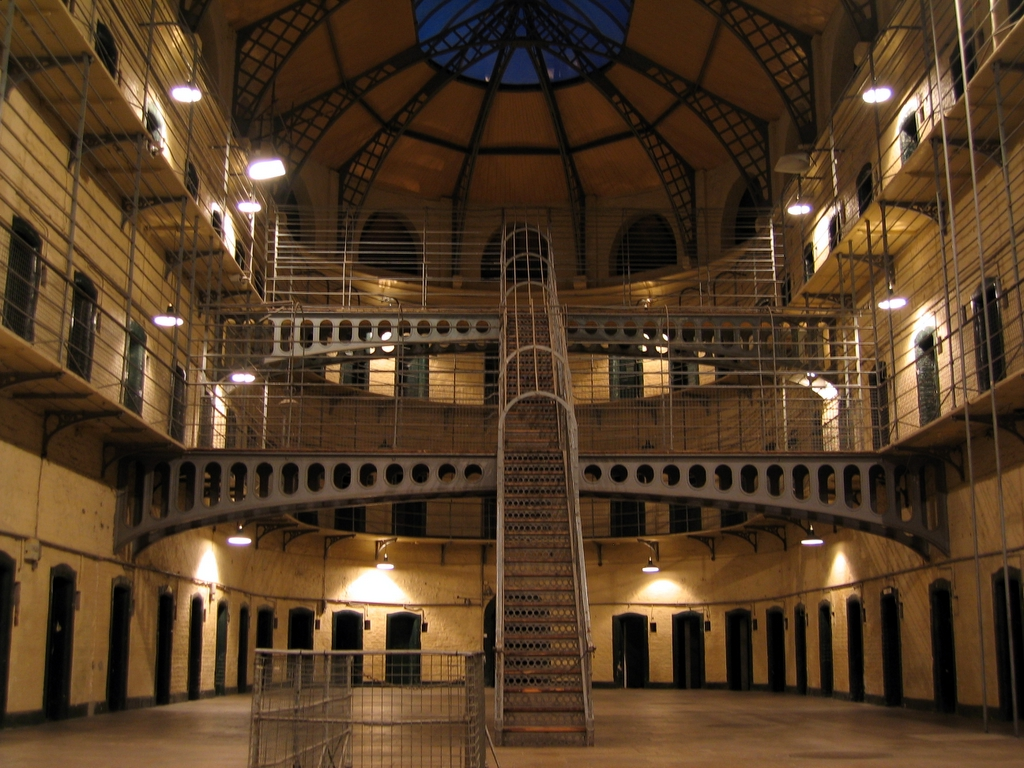
Interior de la prisión de Kilmainham

Kilmainham (en Irlandés Cill Mhaighneann) es un suburbio de la ciudad de Dublín, situado al Sur del río Liffey y al Este del centro de la ciudad, en la  república de Irlanda. La zona es conocida principalmente por el Real Hospital de Kilmainham, que fue construido donde los Caballeros de San Juan de Jerusalén tuvieron sus priorato. Ahora alberga el Museo Irlandés de Arte Moderno; la prisión de Kilmainham, donde se llevaron a cabo las ejecuciones de los líderes del Alzamiento de Pascua se encuentra junto al hospital. La estación Heuston, una de las dos estaciones de tren principales de Dublín, se encuentra en las cercanías. Su distrito postal es el número 8.